# Чемпионат Европы по софтболу среди женщин 1983
3-й чемпионат Европы по софтболу среди женщин 1983 проводился в городе Парма (Италия) с 23 по 28 августа 1983 года с участием 4 команд.
В Италии женский чемпионат Европы проводился во 2-й раз, в городе Парма — впервые.
Чемпионом Европы (в 3-й раз в своей истории) стала сборная Нидерландов, победив в финале сборную Италии. Третье место заняла сборная Бельгии.
Впервые в женском чемпионате Европы участвовала сборная Сан-Марино.

## Итоговая классификация
| Место | Команда    |
| ----- | ---------- |
| 1     | Нидерланды |
| 2     | Италия     |
| 3     | Бельгия    |
| 4     | Сан-Марино |